# Getaway (1972)
Getaway ist ein US-amerikanischer Film aus dem Jahr 1972. Die Verfilmung des gleichnamigen, bereits 1958 erschienenen Romans von Jim Thompson handelt im Kern von einem Bankraub sowie der anschließenden Flucht des Gangster-Paares sowohl vor Komplizen wie auch vor dem Gesetz und wird dem Genre Thriller, in selteneren Fällen auch dem Road Movie zugeordnet.

## Handlung
Der in einem texanischen Gefängnis einsitzende Berufsverbrecher Carter „Doc“ McCoy wird mit Hilfe des Lokalpolitikers Beynon vorzeitig aus der Haft entlassen. Als Gegenleistung musste McCoys Frau Carol mit Beynon schlafen. Der korrupte Politiker engagiert McCoy nach der Haftentlassung für einen Banküberfall, um eine Veruntreuung von 250.000 Dollar zu verschleiern. Insgeheim beabsichtigt Beynon, McCoy anschließend zu beseitigen. Für die Durchführung des Überfalls stellt er McCoy zwei Komplizen zur Seite, die Berufsverbrecher Frank Jackson und Rudy Butler. Doch bereits bei den Vorbereitungen kommt es zu Reibereien zwischen McCoy und Butler.
Der Banküberfall verläuft nicht nach Plan. Das Geld wird zwar erbeutet, aber der nervöse Jackson erschießt einen Wachmann. Er selbst wird auf der Flucht von seinem Komplizen Butler ermordet und auf die Straße geworfen. McCoy und Carol fahren zum vereinbarten Treffpunkt. Dort versucht Butler, auch McCoy aus dem Weg zu räumen, um die Beute für sich zu behalten, doch der misstrauische McCoy hatte bereits eine Pistole griffbereit und schießt schneller. Den bewegungslosen Butler wähnt er tot und lässt ihn liegen. Bei der vereinbarten Aufteilung der Beute in Beynons Haus erschießt Carol Beynon, nachdem dieser McCoy über die genauen Umstände seiner Haftentlassung und den krummen Deal mit dem Geld aufgeklärt hat.
Butler war von McCoys Kugeln nur leicht verletzt worden, da er eine für den Banküberfall beschaffte schusssichere Weste trug. Er rappelt sich wieder auf und überfällt den Tierarzt Clinton und dessen Frau, um sich die Schusswunde versorgen zu lassen. Anschließend nimmt er beide als Geiseln und fährt mit ihnen Richtung El Paso. Unterwegs haben Butler und die Frau immer wieder Sex, ohne dass er sie dazu zwingen muss. Clinton, der dabei zusehen muss, erhängt sich später.
Carol lässt sich unterwegs von einem Trickbetrüger das Geld abnehmen, das McCoy wiederbeschafft. Allerdings hatte der Trickbetrüger etwas Geld aus der Tasche entnommen, er wird von der Polizei geschnappt. McCoy wird identifiziert und zur Fahndung ausgeschrieben, ein Foto von ihm erscheint in Presse und Fernsehen. Die Eheleute, die Richtung Mexiko fliehen, werden nun von der Polizei, Beynons Spießgesellen und Rudy Butler verfolgt. McCoy besorgt sich in einem Laden schließlich eine Schrotflinte und Munition, da taucht auch schon die Polizei auf. Er schießt sich den Weg frei; ein Polizeiauto bleibt als brennender Schrotthaufen zurück.
Die Beziehung des Gangsterpärchens gerät weiter unter Druck, da McCoy Carol die Eskapade mit Beynon nicht verzeihen will. Die sparsamen Dialoge zeichnen das Bild zweier Menschen, die sich nichts mehr zu sagen haben und deren Gefühle füreinander abgekühlt sind. Als sie sich auf der Flucht in einem Müllcontainer verstecken und zum Müllplatz gefahren werden, stehen sie vor dem Scherbenhaufen ihrer Ehe und erwägen die Trennung. Doch sie entscheiden sich dafür, gemeinsam weiterzumachen; McCoy verzeiht Carol.
An dem ursprünglich vereinbarten Treffpunkt, Laughlin’s Hotel in El Paso an der mexikanischen Grenze, endet die Verfolgungsjagd und es kommt zu einer fulminanten Schießerei. Nachdem die McCoys alle Verfolger ausgeschaltet haben, müssen sie schleunigst das Weite suchen. Sie halten einen Pickup an. Dessen Fahrer, ein alter Schrottsammler, zeigt sich kooperativ und bringt das Paar über die Grenze nach Mexiko. Dort geben sie ihm von der Beute 30.000 Dollar ab. Dann verschwinden sie ins Nirgendwo des fremden Landes, in Sicherheit vor den amerikanischen Behörden. 

## Auszeichnungen
- Quincy Jones war für einen Golden Globe nominiert in der Kategorie Beste Musik
- Der Film gewann einen Golden Reel Award in der Kategorie Bester Tonschnitt.

## Kritik
- Lexikon des internationalen Films: „Brillant inszenierter Thriller, der sein Thema, das Problem des naiven Verhältnisses der amerikanischen Gesellschaft zur Gewalt, nachdrücklich in die Genrehandlung einbettet, auch wenn es gelegentlich durch die reißerische und brutale Fassade verdeckt wird.“[1]
- Cinema: „Knallhart, zynisch und immer noch supercool – ein Thriller-Meilenstein. Der stilvolle Klassiker fand 1994 ein lasches Remake. Fazit: Abrechnung mit dem American Way of Life“[2]

## Hintergrund
- Ben Johnson hatte bereits 1969 in The Wild Bunch – Sie kannten kein Gesetz unter Sam Peckinpah gespielt.
- Ali MacGraw spielte 1978 in Convoy erneut unter der Regie von Peckinpah.
- Steve McQueen hatte mit Junior Bonner bereits 1971 einen Film mit Peckinpah gedreht.
- Ali MacGraw und Steve McQueen lernten sich bei den Dreharbeiten kennen; sie heirateten 1973. Die Ehe wurde bereits 1978 vor den Dreharbeiten zu Convoy wieder geschieden.
- Ali MacGraw machte erst kurz vor den Dreharbeiten ihren Führerschein, bei den rasenden Autojagden saß sie nicht am Steuer. Bemerkenswert ist allerdings eine Szene, in welcher sie versehentlich zu früh losfährt und den bewaffneten McQueen mitten in einer Schießerei kurz außer Gefecht setzt.

## Neuverfilmung
Roger Donaldson drehte 1994 eine gleichnamige Neuverfilmung. Wieder verfasste Walter Hill das Drehbuch. Die Rollen der McCoys übernahm mit Alec Baldwin und Kim Basinger erneut ein reales Ehepaar; weitere Darsteller waren Michael Madsen, James Woods, Jennifer Tilly, Richard Farnsworth und Philip Seymour Hoffman. Das Remake wurde als künstlerischer und kommerzieller Flop eingestuft, der dem Klassiker aus den 1970ern nicht gerecht geworden sei. Basinger war zwar bei den MTV Movie Awards 1994 als „Most desirable Woman“ nominiert, aber auch als schlechteste Schauspielerin für die Goldene Himbeere 1995.